# Barbatula sturanyi
Barbatula sturanyi är en fiskart som först beskrevs av Franz Steindachner 1892.  Barbatula sturanyi ingår i släktet Barbatula och familjen grönlingsfiskar. IUCN kategoriserar arten globalt som livskraftig. Inga underarter finns listade.